# Win Myint
Win Myint (tiếng Miến Điện: ဝင်းမြင့် [wɪ́ɴ mjɪ̰ɴ]; sinh ngày 8 tháng 11 năm 1951) là chính trị gia và cựu tù nhân chính trị người Miến Điện. Ông từng là Tổng thống thứ 10 nước Cộng hòa Liên bang Myanmar từ ngày 30 tháng 3 năm 2018 đến ngày 1 tháng 2 năm 2021 khi quân đội tiến hành cuộc đảo chính giành lại quyền lực và là tổng thống Myanmar đầu tiên sinh sau độc lập. Ông là Chủ tịch Hạ viện Myanmar từ năm 2016 đến năm 2018. Ông cũng từng là nghị sĩ Hạ viện Myanmar (Pyithu Hluttaw) từ năm 2012 đến năm 2018.

## Đầu đời và giáo dục
Win Myint sinh ra ở làng Nyaung Chaung, thị trấn Danubyu, Vùng Ayeyarwady, Miến Điện, với cha mẹ là Tun Kyin và Daw Than. Ông tốt nghiệp với bằng Cử nhân Khoa học về Địa chất học từ Đại học Khoa học và Nghệ thuật Rangoon. Ông kết hôn với Cho Cho và đôi vợ chồng có một con gái, Phyu Phyu Thin, cố vấn cấp cao của City Mart Holdings.

## Sự nghiệp chính trị

### Cuộc nổi dậy 8888 và bầu cử 1990
Sau khi tốt nghiệp địa chất học từ Đại học Khoa học và Nghệ thuật Rangoon, Win Myint trở thành luật sư cao cấp của Tòa án cấp cao năm 1981 và trở thành luật sư của Tòa án tối cao Myanmar. Năm 1985, ông trở thành một người bào chữa Tòa án cấp cao. Ông bị bắt giam vì vai trò của ông trong Cuộc nổi dậy 8888 và được mô tả bởi một số người đã gặp ông đúng hơn là một cuốn sách khép kín.
Ra khỏi tù đúng thời điểm tổng tuyển cử Myanmar năm 1990, mà quân đội sau đó hủy bỏ, ông chạy đua thành công đại diện cho thị trấn Danubyu của Vùng Ayeyarwady, giành chiến thắng đa số 20.388 (56% phiếu bầu), nhưng chưa bao giờ được cho phép đảm nhiệm ghế của mình.

### Bầu cử bổ sung năm 2012 và bầu cử năm 2015
Ông tiếp tục lại sự nghiệp chính trị của mình trong cuộc bầu cử bổ sung Myanma năm 2012, trúng cử vào Hạ viện Myanmar, ghế Hạ nghị viện thuộc khu vực bầu cử Pathein và tiếp tục trở thành thư ký Ủy ban luật pháp, hòa bình trung ương của nghị viện. Trong cuộc tổng tuyển cử Myanmar năm 2015, ông được bầu làm nghị sĩ Hạ viện đại diện cho thị trấn Tamwe. Ông là Chủ tịch Hạ viện Myanmar từ năm 2016 đến năm 2018.

## Tổng thống Myanmar
Sau khi Htin Kyaw từ chức Tổng thống Myanmar, Win Myint từ chức Chủ tịch Hạ viện Myanmar ngày 21 tháng 3 năm 2018, một động thái được nhiều người xem như một sự chuẩn bị bởi Liên minh Quốc gia vì Dân chủ đối với Win Myint được đề xuất làm ứng cử viên cho chức Tổng thống. Ông được kế nhiệm trong vai trò Chủ tịch Hạ viện bởi cấp phó của mình T Khun Myat. Hạ viện Myanmar phê chuẩn cuộc tuyển cử Win Myint với tư cách là người được đề cử của Hạ viện cho vị trí Phó Tổng thống Myanmar vào ngày 23 tháng 3 năm 2018, mở đường cho Win Myint bước vào quá trình bầu cử cho vị trí Tổng thống Myanmar tiếp theo. Ông đánh bại ứng cử viên Thaung Aye của Đảng Liên minh Đoàn kết và Phát triển với 273 phiếu bầu trong khi ứng cử viên Thaung Aye chỉ nhận được 27 phiếu bầu, qua đó Win Myint đã đắc cử Phó Tổng thống Myanmar.
Win Myint được bầu làm Tổng thống thứ 10 của Myanmar bởi Quốc hội Liên bang Myanmar (một cuộc họp kết hợp hai viện của cơ quan lập pháp quốc gia) vào ngày 28 tháng 3 năm 2018, với 403 trong số 636 nhà lập pháp bỏ phiếu cho ông.
Ngày 17 tháng 4 năm 2018, Win Myint đã ân xá cho 8.500 tù nhân, trong đó có 51 người nước ngoài và 36 tù nhân chính trị.